# Soirée de combat UFC : Walker contre Zhang
La Soirée de combat UFC : Walker contre Zhang (également connu sous le nom d'UFC Fight Night 257 et UFC sur ESPN+ 115 ) est un événement d'arts martiaux mixtes produit par l'Ultimate Fighting Championship qui est prévu le 23 août 2025 au Shanghai Indoor Stadium à Shanghai, en Chine. 

## Contexte
L'événement sera la deuxième visite de la promotion à Shanghai et la première depuis l'UFC Fight Night : Bisping vs. Gastelum en novembre 2017. Ce sera également le premier événement tenu en par l'UFC en Chine continentale depuis la pandémie de COVID-19. La promotion devait initialement faire son retour sur place lors de l'UFC Fight Night : Song vs. Gutiérrez en décembre 2023, avant de déplacer cet événement à Las Vegas pour des raisons non divulguées. 
Un combat de poids lourds-légers entre Johnny Walker et Zhang Mingyang est prévu en tête d'affiche de cet événement. 
Shi Ming et Bruna Brasil devaient se rencontrer dans un combat poids paille féminin lors de l'événement. Cependant, le duo a été retiré afin de servir de combat vedette de l'événement des demi-finales de la saison 4 de Road to UFC un jour plus tôt. 
Un combat de poids welters entre Song Kenan et Kiefer Crosbie était prévu pour cet événement. Cependant, Kenan s'est retiré du combat pour des raisons inconnues et a été remplacé par le nouveau venu promotionnel Taiyilake Nueraji. 
Un combat de poids moyen entre Michel Pereira et Marco Tulio était prévu pour cet événement. Cependant, Tulio s'est retiré du combat pour des raisons inconnues et a été remplacé par le vétéran Kyle Daukaus, qui fera un retour à l'UFC. 

## Carte de combat
| Carte principale (ESPN+)   | Carte principale (ESPN+) | Carte principale (ESPN+) | Carte principale (ESPN+) | Carte principale (ESPN+) | Carte principale (ESPN+) | Carte principale (ESPN+) | Carte principale (ESPN+) |
| Catégorie                  |                          |                          |                          | Méthode                  | Round                    | Chrono.                  | Notes                    |
| -------------------------- | ------------------------ | ------------------------ | ------------------------ | ------------------------ | ------------------------ | ------------------------ | ------------------------ |
| Poids Lourds-légers        | Johnny Walker            | c.                       | Zhang Mingyang           |                          |                          |                          |                          |
| Poids Plumes               | Brian Ortega             | c.                       | Aljamain Sterling        |                          |                          |                          |                          |
| Poids Lourds               | Sergei Pavlovich         | c.                       | Waldo Cortes-Acosta      |                          |                          |                          |                          |
| Poids Mouches              | Su Mudaerji              | c.                       | Kevin Borjas             |                          |                          |                          |                          |
| Poids Welter               | Taiyilake Nueraji        | c.                       | Kiefer Crosbie           |                          |                          |                          |                          |
| Carte préliminaire (ESPN+) |                          |                          |                          |                          |                          |                          |                          |
| Poids Légers               | Maheshate Hayisaer       | c.                       | Gauge Young              |                          |                          |                          |                          |
| Poids Mouches              | Lone'er Kavanagh         | c.                       | Charles Johnson          |                          |                          |                          |                          |
| Poids Légers               | Rong Zhu                 | c.                       | Austin Hubbard           |                          |                          |                          |                          |
| Poids Moyens               | Michel Pereira           | c.                       | Kyle Daukaus             |                          |                          |                          |                          |
| Poids Plumes               | Yi Zha                   | c.                       | Westin Wilson            |                          |                          |                          |                          |
| Poids Coq                  | Xiao Long                | c.                       | You Su-young             |                          |                          |                          |                          |
| Poids Lourds-légers        | Uran Satybaldiev         | c.                       | Diyar Nurgozhay          |                          |                          |                          |                          |